# 安杰伊·卡杰米日·波托茨基

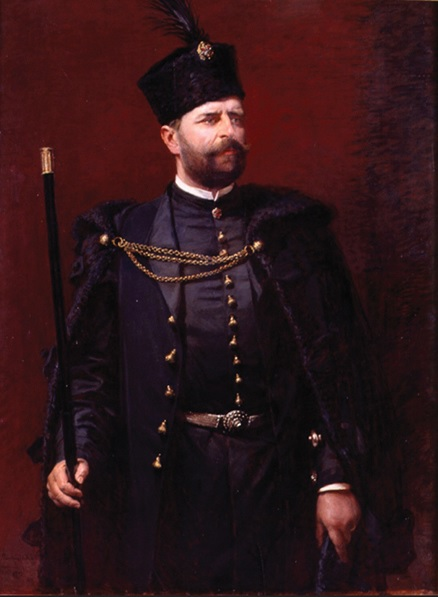
安杰伊·波托茨基伯爵

安杰伊·卡杰米日·波托茨基（波兰语：Andrzej Kazimierz Potocki，1861年6月10日—1908年4月12日）伯爵是一名奥属波兰（加利西亚）贵族、大地主和奥匈帝国政治家。系出波托茨基家族，亚当·波托茨基之子，从叔阿尔弗雷德·波托茨基，前加利西亚总督。安杰伊于1901至1902年担任加利西亚议会议长（Landmarschall）。1903年至1908年，继利昂·皮宁斯基任加利西亚总督（Statthalter）。1907年，荣获弗朗茨·约瑟夫皇帝颁发的金羊毛骑士团勋章。其任内，乌克兰人对波兰人在加利西亚政治中占主导权渐感不满。1908年4月12日，波托茨基遭一名乌克兰族哲学学生、无政府主义者米洛斯拉夫·西辛斯基（1887-1979）枪杀。他生前最后一句话是：“告诉陛下，我是他忠诚的臣子。”死后，米哈尔·波布琴斯基继任总督。尽管作为统治者，波托茨基实际上希望通过安抚的方式缓解与加利西亚的鲁塞尼亚人（包括加利西亚乌克兰人）的矛盾，但西辛斯基的家人则称他们的目标是要扫除“任何对鲁塞尼亚人的压迫”，而不是个人。